# Hercules Prima

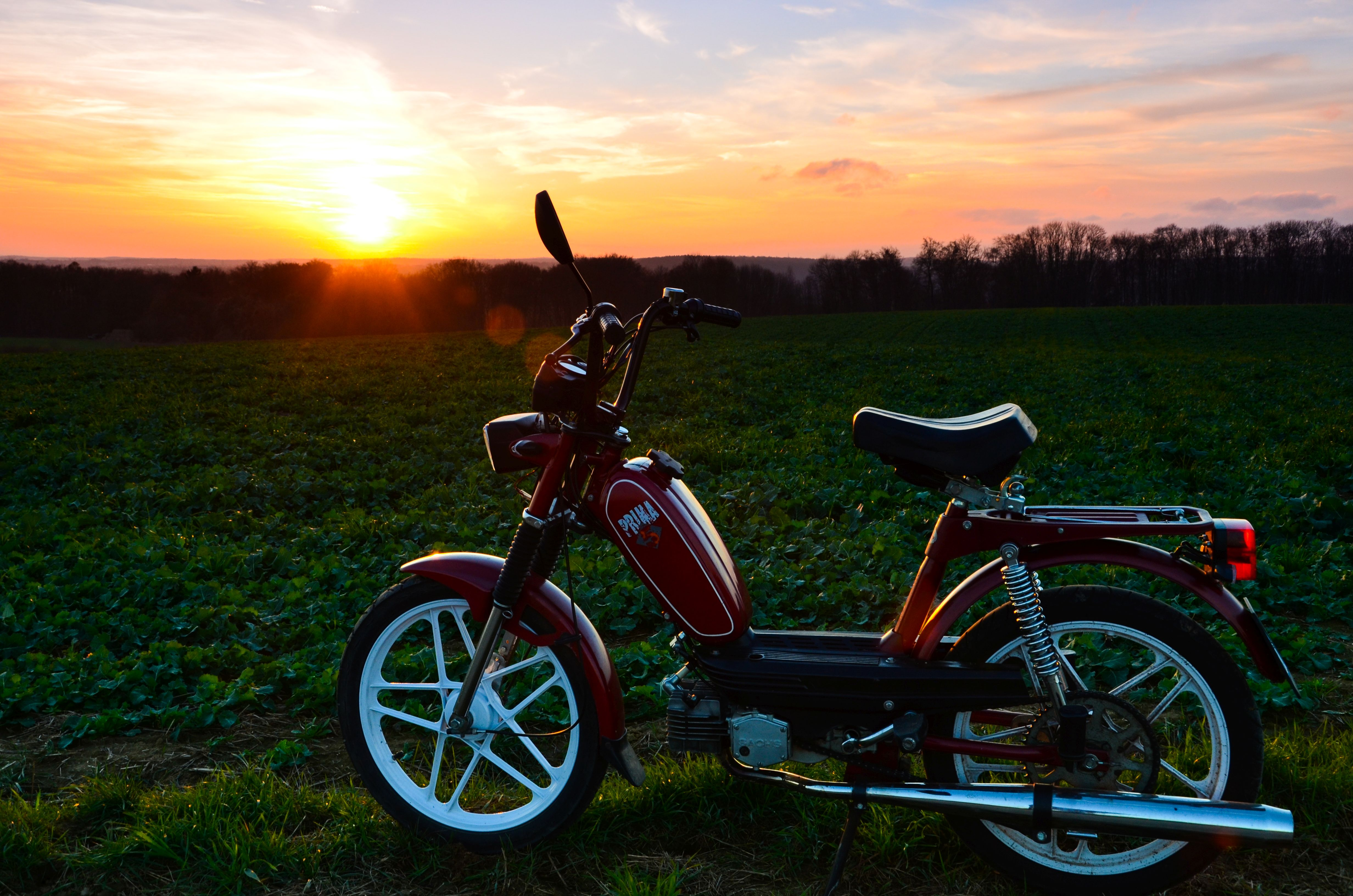
Hercules Prima 5, Baujahr 1995

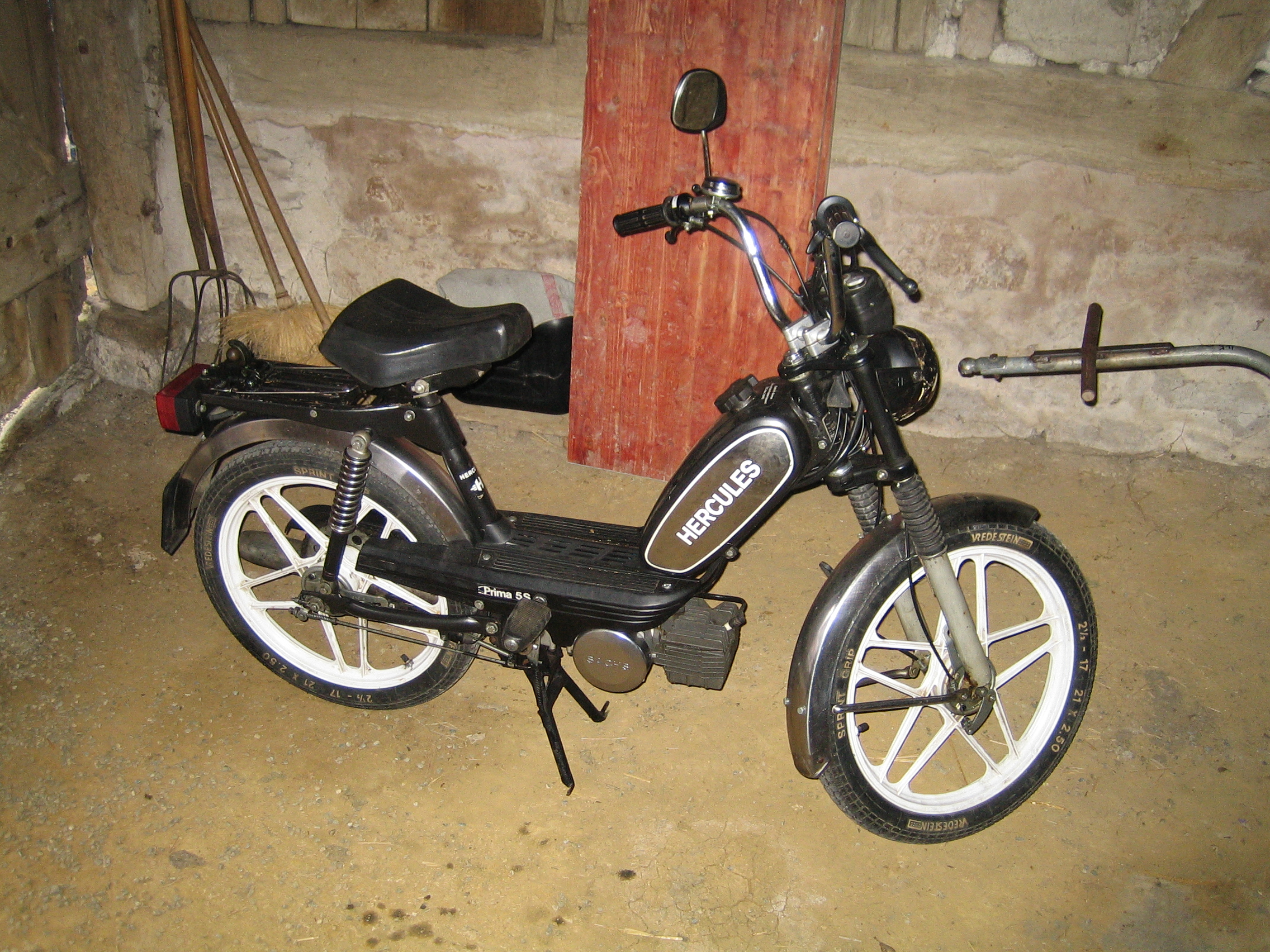
Hercules Prima 5S, Baujahr 1991

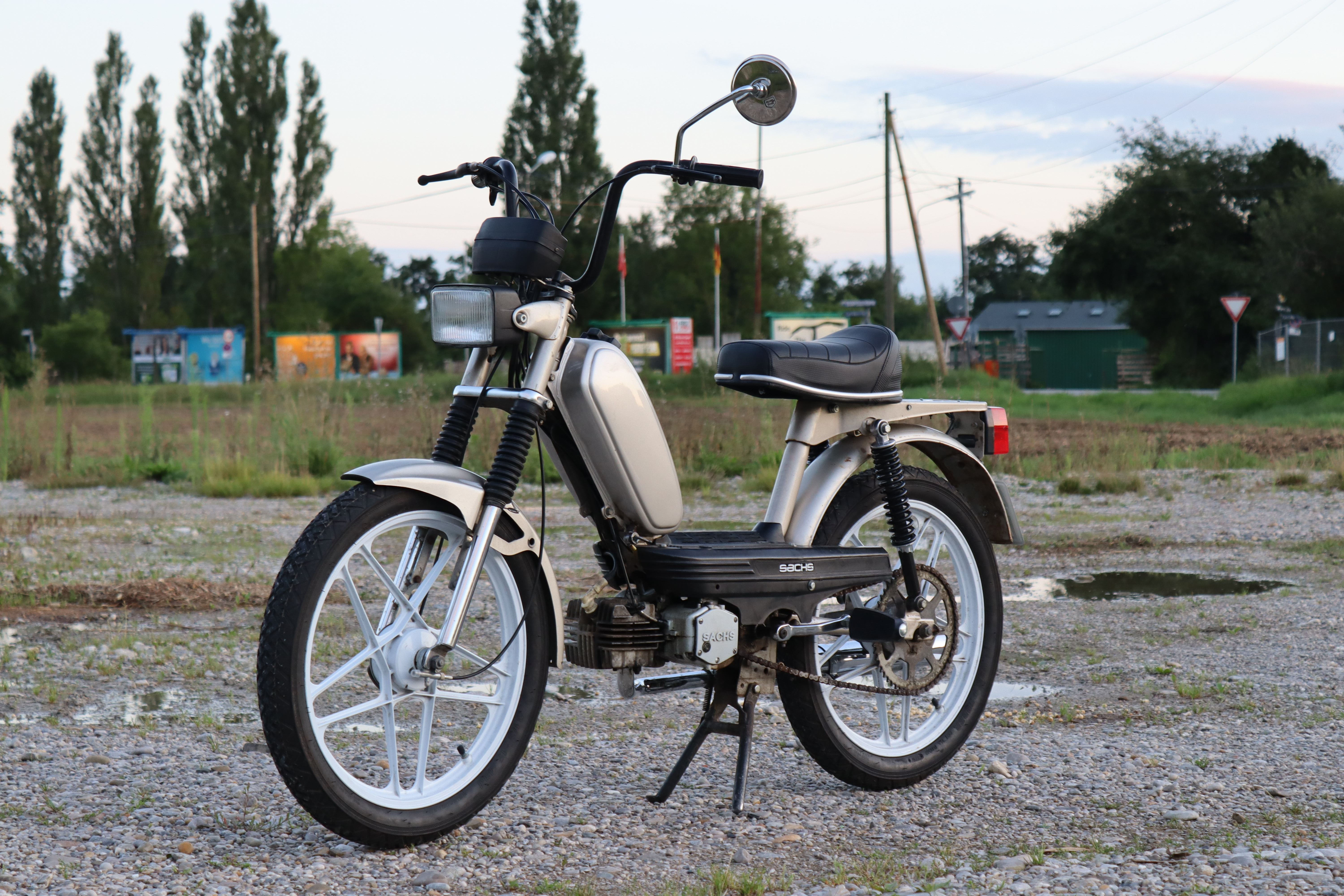
Sachs Prima 4, Baujahr 2002

Hercules Prima war eine Mofa-Baureihe der Nürnberger Hercules-Werke sowie später – als Sachs Prima – der Sachs Bikes. Etwas schnellere, fast baugleiche Moped-Modelle, wurden als P-Modelle und Optima-Baureihe bekannt.

## Beschreibung
Mofas der Reihe Hercules Prima wurden erstmals Mitte der 1970er-Jahre, zunächst unter dem Namen „M“ (M1, M2, M3, M4, M5) in den Hercules-Werken gebaut. Hercules fertigte die Fahrzeuge als Konfektionär bzw. setzte sie aus Teilen eigener Produktion (Rahmen und Kleinteile) und zugekauften Bauteilen (Fahrwerk, Motor und Räder) zusammen. Die Motoren lieferte Fichtel & Sachs (heute ZF Sachs AG), Schweinfurt, damals unter anderem Hersteller von Zweirad-, Stationär- und Zweitaktdieselmotoren.
Bis Anfang der 1990er-Jahre wurden die günstigen Hercules-Mofas von vielen Jugendlichen gefahren und dank ihrer einfachen Technik gern „frisiert“. Danach wurden sie zunehmend durch Motorroller verdrängt. 1995 verlegte die niederländische Holding Accell Group, die 1987 Hercules aufgekauft hatte, den Firmensitz von Hercules nach Neuhof und beschränkte das Produktangebot auf Fahrräder. Die Motorradproduktion in den einstigen Hercules-Werken in Nürnberg wurde daraufhin von der Nachfolgefirma Sachs Bikes weitergeführt. Sachs Bikes führte die Hercules-Tradition im Bereich der motorisierten Zweiräder fort und stellte noch bis 2005 Mofas der Reihe Prima her – zuletzt nur noch Prima 4 und 5.

## Mofavarianten
In den Anfängen der Mofa-Baureihe von Hercules gab es neben der seltenen M1 später die M2, M3, M4 und M5. Diese sind an den Speichenrädern und viel serienmäßigem Chrom zu erkennen. 

### Prima-Baureihe
Die M-Reihe wurde gegen 1980 eingestellt und in „Prima“ umbenannt, zunächst mit dem Beinamen „N“ (Prima 2N, 4N, 5N). Diese Modelle sind größtenteils baugleich mit den ersten M-Modellen, der einzige Unterschied liegt in den Rädern, die ab dieser Zeit in einem Gussverfahren hergestellt wurden, im Kenner-Sprachgebrauch auch „Snowflake“ genannt. Etwa 1983 gab es eine zweite Änderung. Das Aussehen der Prima wurde reichlich überarbeitet. Sie erhielt unter anderem eine neue Tachomaske, andere Scheinwerfer und Rückleuchten sowie zahlreiche neue Lackierungen. Es gab zwei „Grundmodelle“ Prima, sechs weitere Modelle und die Ausstattungsvariante „S“. Im Einzelnen waren das die Modelle Prima 3 und 5 mit 2-Gang-Handschaltung, die Automatikmodelle Prima 2 und 4 mit Fliehkraftkupplung. Eine weitere Variante war die Prima 6, hergestellt von 1979 bis 1981, die ab Werk eine Blinkanlage hatte. Außerdem wurde eine Hercules Prima SX produziert. Sie hatte im Unterschied zu den anderen Prima-Mofas ein von Hand geschaltetes Dreiganggetriebe und eine Einmannsitzbank. Alle Modelle hatten je nach Ausstattung und Baujahr einen luftgekühlten Sachs-505-Motor mit 47 oder 49 cm³ Hubraum mit einer Leistung von 1,1 kW und einem Drehmoment von 3,2 Nm. 
Für kurze Zeit (1979–1985) wurde das Modell Prima S hergestellt. Das als Sicherheitsmofa bekannte Modell hatte einen Verbandkasten, Blinker, Reflektoren an den Pedalen, zwei Spiegel und einen Beinschutz. 
Besonderheiten der Ausstattungsvariante S
- verchromte Schutzbleche
- Cockpitaufsatz (separater, höher liegender Tacho, mit Zündschloss)
- an den Seiten teilverchromter Tank (bis etwa 1993)
- größere Rückleuchte mit Bremslicht
- Federbeine am Hinterrad mit verchromten, außenliegenden Schraubenfedern
- größere Farbauswahl
- runde Lampe

Die Modelle Prima 2 und 3 waren schlanker und leichter gestaltet und hatten einen schmalen, in den Rahmen integrierten Tank (der mit 4 Litern nur 0,5 Liter weniger fasste als der Tank der anderen Modelle). Die anderen Modelle hatten einen insgesamt größeren ovalen Tank auf dem Rohrrahmen. Zusätzlich waren alle Modelle in der Ausstattungsvariante „S“ erhältlich, wie auch das bekannteste Modell Prima 5S. Während die „Basisvarianten“ mit einfarbig lackiertem Tank und Schutzblechen (zum Teil auch verchromten Schutzblechen), Lenkschloss sowie einer viereckigen Kunststofflampe mit integriertem Tachometer ausgestattet waren und kein Zündschloss hatten, unterschied sich die S-Variante in etlichen Punkten.
Weiterhin gab es die Modelle Prima 4 und 5 SL. Diese wurden auch von einem Sachs 505 angetrieben. Die Modelle unterscheiden sich durch einen größeren 5,2-Liter-Tank, Kunststoffverkleidungen, die sich vom Tank bis zum Heck des Mofas ziehen, und ein Gepäckfach anstelle des normalen Gepäckträgers. 1993 gab es eine dritte Änderung. Unter anderem änderte man die Form der Schutzbleche, die nun in einer runden Form erschienen. Die Lackauswahl wurde begrenzt, so auch die vielen Chromelemente. So wurde zum Beispiel bei den S-Modellen auf den verchromten Tank verzichtet. 
Die normale Prima 5 erhielt offene Sportfederbeine hinten sowie einen verchromten Bügel unter dem Scheinwerfer. Die bisherigen Snowflake-Räder der Prima 5 wurden durch die sportlicheren Stern-Räder der 5s ersetzt. Die Produktion der 2-Gang-Prima 3 wurde eingestellt. Als „Highlight“ erhielt die 5s eine Blinkanlage und einen Motor mit 2-Gang-Fußschaltgetriebe. Ebenfalls neu war die leistungsstärkere, kontaktlose 12-Volt-Iskra-Zündung. Als Mitte der 1990er-Jahre Sachs die Produktion übernommen hatte, wurde die Farbauswahl auf Anthrazitmetallic und Silbergoldmetallic, selten auch Blaumetallic reduziert. Aufgrund neuer Richtlinien montierte Sachs eine Auspuffanlage mit Katalysator.

### Prima GT/GX-Baureihe
Eine Sonderstellung nimmt das Mofa Hercules Prima GT/GX ein, das auch zur Baureihe der Prima-Mofas gehört, allerdings sehr einem Mokick ähnelt. Die Prima GX/GT war ein Sport-Mofa, was unter anderem eine durchgezogene Tank-Sitzbank-Kombination erkennbar machte. So unterschied sich der Aufbau völlig von der Prima 2–5. Angetrieben wurde das Mofa von einem Sachs-506/3B(Y)-Motor, statt des sonst üblichen 505er Motors. Ebenfalls den größeren Mokicks ähnlich waren die Prima Presto und Pronto. Sie wurden allerdings nach kurzer Bauzeit eingestellt.

## Mopedvarianten
Abgeleitet von den Mofa-Modellen entstanden die Moped-Baureihen P und Optima. Diese Baureihen unterschieden sich durch größere Luftfilter, Vergaser, Überströmkanäle und Abgaskrümmer sowie einen anderen Auspuff, eine stärkere Kurbelwelle, anderen Zylinder und eine längere Kettenübersetzung von den Prima-Mofas. Die Leistung wurde gegenüber diesen um 0,7 kW auf 1,8 kW (2,5 PS) gesteigert, das Drehmoment lag nun bei 3,72 Nm. Ansonsten waren die Mopeds technisch mit den Mofas Prima 5S gleich und unterschieden sich nur in Details der Ausstattung (z. B. Edelstahlschutzbleche oder Rückspiegel). Die Geschwindigkeit war gesetzlich auf 40 km/h begrenzt. Wie bei den Mofa Modellen wurde die Modellvariante jeweils seitlich an den Mittelverkleidungen mit einem Schriftzug angebracht.

### P-Baureihe

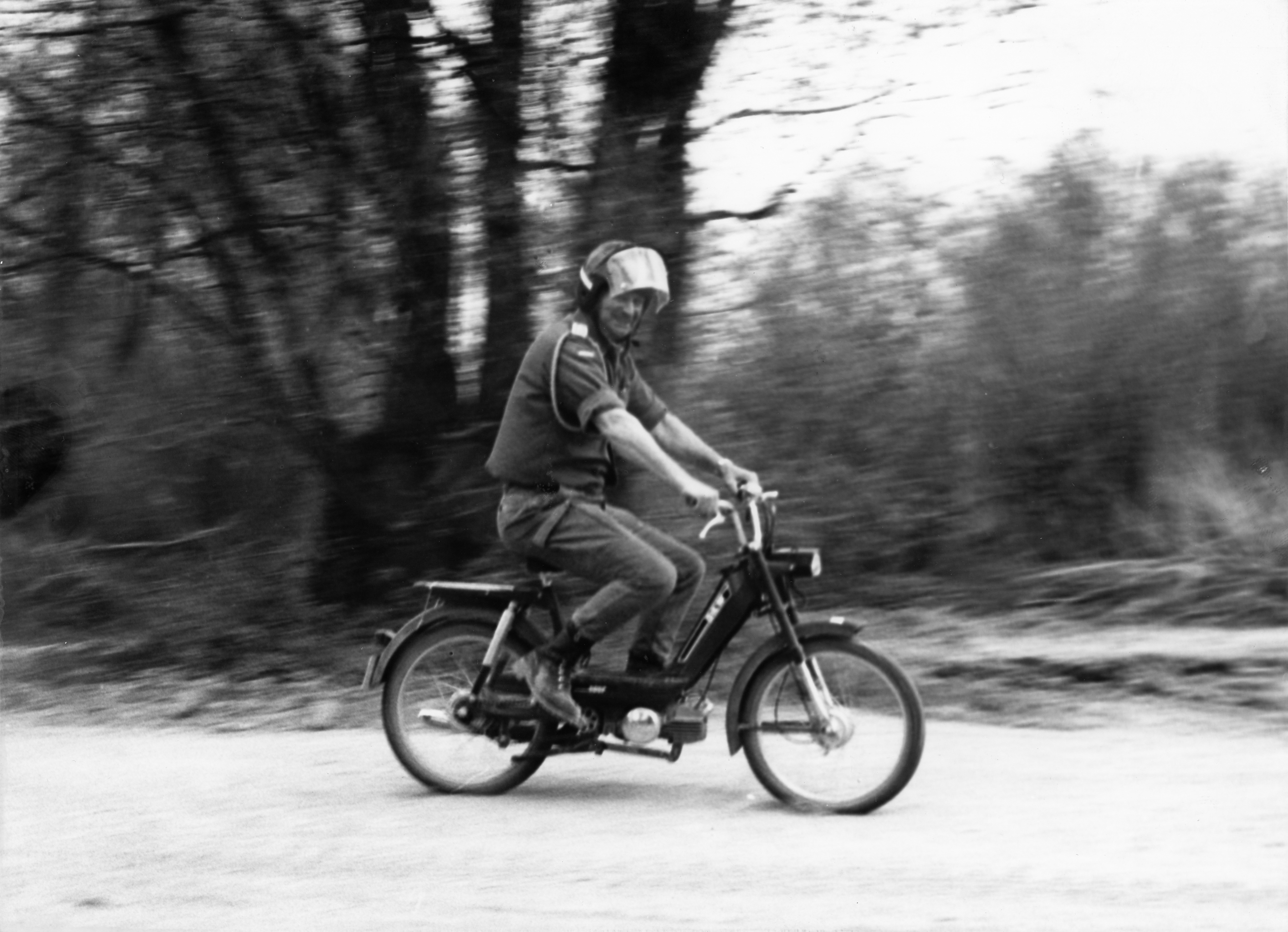
DKW-Mofa P1-505 P (Bundeswehr Ausführung, „Krad, leicht“ auch „Kasernen-Harley“)

Das Modell P1 (genauer „P1-505 P“) wurde bei der Bundeswehr als DKW-Modell und als Hercules-Modell genutzt. Der Auftrag für das „Bundeswehr-Krad-leicht Modell P1“ gab einige technische Änderungen vor. Unter anderem hatte das Fahrzeug eine spezielle Vergaseranlage, die ihm ab Werk eine Höchstgeschwindigkeit von 40 km/h verlieh. Farblich wurden die Krafträder auf den Fahrzeugpark der Bundeswehr abgestimmt. Welche Standardisierungsmaßnahmen für Militärfahrzeuge im Detail genau umgesetzt wurden, ist bis auf die grüne Farbgebung ebenso unbekannt wie die entsprechenden Dokumentationen der Bundeswehr für Logistik, Technik, Wartung und Betrieb. Die Fahrzeuge wurden als "Krad, leicht" oder intern auch als „Kasernenmopped“ usw. bezeichnet.

### Optima-Baureihe
Die erste Ausführung der Optima 3 S hatte den 505/2-DX-Sachs-Motor mit 50 cm³, einen Bing-Vergaser 85/13/104, eine 62er Hauptdüse, eine Übersetzung 11 auf 44 Zähne und leistete 2,0 kW oder 2,72 PS bei 5250/min, Zulassung mit 40 km/h. Die letzten zwei Optima 3S bekamen eine zusätzliche Leistungssteigerung von 0,3 PS, sodass die Leistung mit 3,12 PS angegeben wurde. Gleichzeitig wurde die Höchstgeschwindigkeit mit 50 km/h angegeben. Optima-Modelle waren (zeitweise ausschließlich) in der Ausstattungsvariante S erhältlich.

### Baureihentabelle
P-Modelle und Optima von 1974 bis 2004:
| Bezeichnung | Modell     | Baujahr   | Anmerkungen             |
| ----------- | ---------- | --------- | ----------------------- |
| Hercules    | P1         | 1970er    | Typ P1-505 P Bundeswehr |
| Hercules    | P3         | 1974–1979 |                         |
| Hercules    | Optima 3   | 1979–1980 |                         |
| Hercules    | Optima 3 S | 1980–1986 |                         |
| Hercules    | Optima 3 S | 1986–1988 |                         |
| Hercules    | Optima 3 S | 1988–1993 |                         |
| Hercules    | Optima 50  | 1993–1995 |                         |
| Sachs       | Optima 50  | 1995–2001 |                         |
| Sachs       | Optima 50  | 2001–2004 |                         |

## Preisübersicht
Nachfolgend eine Übersicht zur Preisliste Stand Januar 1992
- Prima 2S (Automatik) – 2049 DM (Farben: anthrazit, magenta)
- Prima 3S (2-Gang Handschaltung) – 2249 DM (Farben: anthrazit, magenta)
- Prima 4 (Automatik) – 2449 DM (Farben: prismablau, magenta, platingraphit)
- Prima 5 (2-Gang Handschaltung) – 2549 DM (Farben: anthrazit, magenta)
- Prima 5S (2-Gang Handschaltung) – 2898 DM (Farben: magenta, schwarz-metallic, jadegrün)
- MX 1 (2-Gang Handschaltung) – 2798 DM (Farben: schwarz)
- Prima GT (3-Gang Handschaltung) – 3698 DM (Farben: rot/weiß)